# Pentagram Chile
Pour les articles homonymes, voir Pentagram (homonymie).
Pentagram Chile, anciennement Pentagram, est un groupe chilien de thrash metal, originaire de Santiago. 

## Histoire

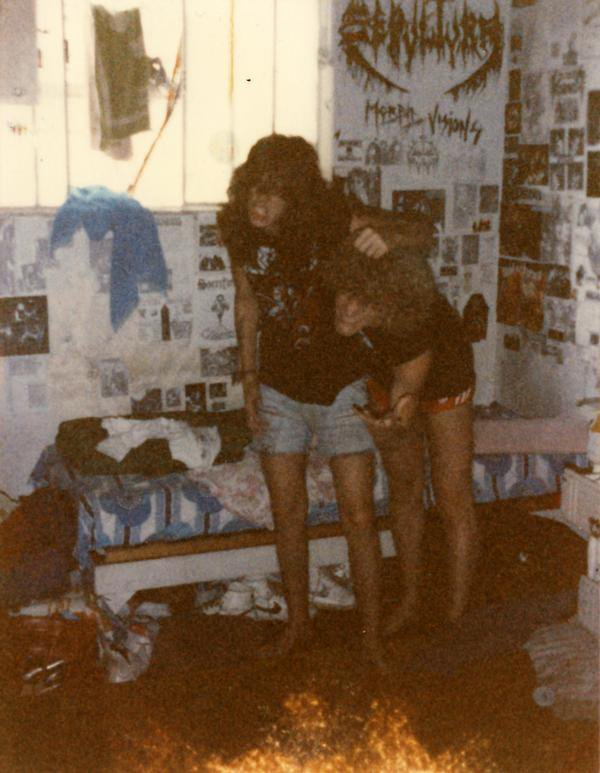
Reisenegger et Max Cavalera pendant leur séjour au Brésil pour l'enregistrement d'un disque qui n'a jamais vu le jour.

Ils ont fait partie de la première vague de metal extrême au milieu des années 1980 en Amérique latine, aux côtés de groupes comme Sarcófago, Parabellum et Sepultura, entre autres, et sont considérés comme une grande influence dans les genres du black metal et du death metal. Ils ont influencé des groupes comme At the Gates, Dismember, Avulsed et Napalm Death, ces deux derniers ayant repris leur chanson populaire Demoniac Possession. Bien qu'éphémère, leur existence dans les années 1980 a été un pilier de la scène metal chilienne des années suivantes.
Ils ont été invités d'honneur au festival Wacken Open Air en 2009, et ont donné de nombreux concerts sur le vieux continent. Pentagram a également exercé une influence importante sur Napalm Death, à tel point que le chanteur Mark « Barney » Greenway et le guitariste Mitch Harris ont déclaré que : « Pentagram n'était pas seulement l'un des meilleurs, mais aussi l'un des groupes extrêmes les plus uniques de la fin des années '80 ; à mon avis, c'était l'un des meilleurs groupes qui aient jamais existé. »
Pour éviter toute confusion et en signe de respect pour le groupe de metal pionnier homonyme, avec lequel ils avaient déjà partagé l'affiche en 2009, Anton Reisenegger change le nom du groupe en Pentagram Chile en 2012.

## Discographie

### Albums studio
- 2013 : The Malefice

### Démos
- 1986 : Rehearsal Tape
- 1987 : Demo I
- 1987 : Demo II
- 1991 : White Hell

### EP
- 1987 : Fatal Prediction/Demoniac Possession

### Splits
- 2013 : Imperial Anthem (avec Master)
- 2020 :  Cryptic Predictions (avec Dorso)

### Compilations
- 2000 : Pentagram
- 2008 : Under The Spell of The Pentagram
- 2019 : Past, Present and Future

### Albums live
- 2001 : Pentagram Reborn
- 2011 : Pentagram: Live At Death Metal Holocaust Fest 1985